# Godofredo III de Lovaina
Godofredo III de Lovaina (c. 1140 - 1190). Fue conde de Lovaina y de Bruselas, landgrave de Brabante, marqués de Amberes y duque de Baja Lotaringia (Godofredo VII) de (1142 a 1190. Era hijo de Godofredo II, conde de Lovaina, de Bruselas, landgrave de Brabante, marqués de Amberes y duque de Baja Lotaringia, y de su esposa Lutgarda de Soulzbarch.
Desde su advenimiento, los parientes y los señores brabanzones trataron de aprovecharse de su juventud para organizar diferentes sublevaciones en sus dominios llevando a los mismos a la anarquía. Gracias a una tregua motivada por la predicación de la segunda cruzada, la regencia empezó a tomar el poder. Godofredo fue presentado durante la coronación como Rey de Romanos de Enrique Berenguer, hijo de Conrado III en 1147. Hizo construir la fortaleza de Nedelaer en el cerro de Grimbergen.
En 1148, tras la marcha del emperador a las cruzadas, las luchas volvieron a suscitarse en Brabante, y Godofredo, demasiado joven todavía, no pudo hacerse con el dominio de sus tierras. No se restableció la paz hasta la llegada del nuevo emperador Federico I Barbarroja en 1154. Godofredo aprovechó la ocasión para casarse con Margarita de Limburgo, poniendo fin temporalmente a las rivalidades entre las dos familias dominantes en la Baja Lotaringia. Las luchas entre Godofredo y sus poderosos vasallos, los Berthout, señores de Grimbergen y Malinas, se reanudaron en 1159 y duraron doce años.
Se enfrentó también con el conde de Henao en 1171, sufriendo una importante derrota. Godofredo asoció a su hijo Enrique I de Brabante al trono ducal y negoció en 1179 el matrimonio de este último con Matilde de Boulogne, sobrina de Felipe de Alsacia, conde de Flandes. En el contrato de matrimonio se estableció la sumisión de los feudos de Brabante. Cuando el hijo de Godofredo fue capaz de gobernar su dominios, este partió a Tierra Santa con intención de tomar Jerusalén, permaneciendo allí de 1183 a 1184.
Godofredo murió en 1190 tras haber aumentado considerablemente sus dominios, trasmitidos a su hijo Enrique, quien recibió en 1183 el título de duque de Brabante.

## Matrimonio e hijos
Godofredo se casó en primeras nupcias, en 1155, con Margarita de Limburgo (1135-1172), hija de Enrique II, conde de Limburgo, y de Matilde de Saffenberg. Tuvieron dos hijos:
- Enrique I (1165 † 1235), duque de Brabante.
- Alberto de Lovaina(1166 † 1192), obispo de Lieja.

Cuando enviudó, volvió a casarse en 1180 con Imagina de Looz ( 1214), hija de Luis I, conde de Looz, y de Agnés de Metz. Tuvieron dos hijos:
- Guillermo, señor de Perwez y de Ruysbroek.
- Godofredo († 1225), se instaló en Inglaterra en 1196.